# Владимир (Стернюк)
Архиепископ Владимир Владимирович Стернюк (укр. Володимир Володимирович Стернюк; 12 февраля 1907, Пустомыты возле Львова — 29 сентября 1997, Львов) — украинский церковный деятель. Митрополит Украинской грекокатолической церкви, местоблюститель Главы УГКЦ (1972—1991).

## Биография
Родился в семье священника. Учился в первой украинской гимназии во Львове, а с 1921 по 1925 в редемптористском учебном заведении в Бельгии, где в 1926 вступил в монастырь Конгрегации Святейшего Искупителя.
В 1926 дал монашеский обет и до 1932 обучался на философском и богословском факультетах в Воплято и Лювене.
1931 — В. Стернюк был рукоположен грекокатолическим епископом Виннипега владыкою Василием (Ладыкой).
В 1932 завершив учебу, о. Владимир вернулся в Галицию, где пребывал в монастырях ордена в Станиславе, Тернополе, Львове, а также выполнял миссионерскую службу на Волыни.
Во время немецкой оккупации служил в монастыре св. Климентия во Львове.
В 1946 по решению советской власти был выселен из монастыря Божьей Неустанной помощи в с. Збоище возле Львова. Впоследствии монастырь Редемптористов был ликвидирован.
Скрываясь на чердаке собора Святого Юра, В. Стернюк стал свидетелем ликвидации УГКЦ на Львовском соборе 1946 года.
В 1947 устроился на работу лаборантом в библиотеку Львовского госуниверситета им. И. Франко,
но в июне того же года был арестован во Львове. Осужден Особым совещанием при КГБ СССР по обвинению в связях с националистическим подпольем на 5 лет лишения свободы. Отбывал заключение в тюрьме и лагерях Архангельской области.
После освобождения в 1952 и возвращения во Львов Стернюк работал сторожем, бухгалтером, дворником и санитаром скорой помощи, одновременно тайно исполняя обязанности священника.
В 1963 г. тайно был хиротонисан Василием Величковским в епископы-помощники.
1972—1991 гг. Владимир (Стернюк) — местоблюститель Галицкой митрополии УГКЦ. Активно участвует в создании подпольной семинарии, посвящает новых священников, опекает сестер милосердия св. Викентия, координирует священническую деятельность во Львовской архиепархии. Руководя церковью в условиях глубокого подполья, находился под постоянным надзором милиции. Со стороны советской власти предстоятель Катакомбной Церкви подвергался систематическому давлению: обыскам, конфискациям, слежке, допросам и «профилактическим» беседам.
Будучи пастырем и харизматическим лидером подпольной Церкви, Архиепископ Владимир руководил ею из однокомнатной коммунальной квартиры, где кухня и ванная были общими с соседями.
В 1990 г. возглавил процесс легализации Украинской Грекокатолической Церкви.
После возвращения в 1991 верховного архиепископа Мирослава Ивана (Любачивского) на Украину, архиепископ Владимир завершил своё служение как местоблюститель главы Церкви.
Умер во Львове и был похоронен в крипте собора святого Юра.